# Cantone di Capestang
Il Cantone di Capestang era una divisione amministrativa dell'arrondissement di Béziers.
A seguito della riforma approvata con decreto del 26 febbraio 2014, che ha avuto attuazione dopo le elezioni dipartimentali del 2015, è stato soppresso.

## Composizione
Comprendeva i comuni di:
- Capestang
- Creissan
- Maureilhan
- Montady
- Montels
- Nissan-lez-Enserune
- Poilhes
- Puisserguier
- Quarante